# Пхувонг

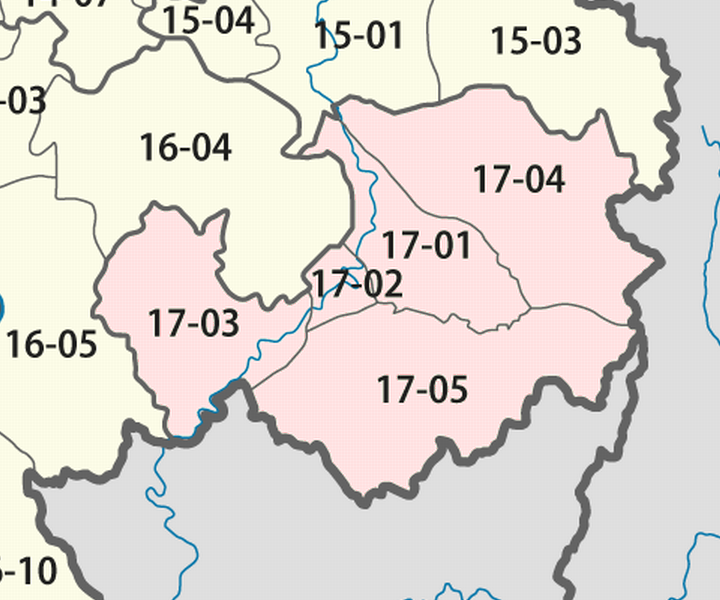
число 17-05

Пхувонг — один з районів (лаос. ເມືອງ муанг) провінції Аттапи, Лаос.